# Heather Spytek
Crista Nicole Kimberley Stanfield
Heather Spytek, née le 17 décembre 1977 à Woodbury (New Jersey), est une mannequin et actrice américaine. Elle a été playmate dans l'édition de juin 2001 de Playboy.

## Vie
À l'âge de trois ans, Heather Spytek a commencé à danser et a étudié le ballet, les claquettes et le jazz. Son premier concours de beauté a eu lieu à l'âge de 11 ans. Elle a fréquenté un lycée privé en Floride et un collège d'arts libéraux dans le New Jersey. Son père était guitariste et chanteur du groupe de rock "Magnatones". Ses premières expériences en tant que mannequin, elle a travaillé pour Hawaiian Tropic et Playboy Special Editions comme Girls of Summer 2000. Une blessure au dos en 1995 lui a permis de faire une pause en tant que danseuse. T "The MGM Grand Model Search", Heather Spytek a été reconnue comme un modèle tropical hawaïen. Un scout Playboy lui a demandé lors d'un show une collaboration. Après être devenue playmate aux USA (juin 2001), elle a été playmate en Grèce (juin 2001), Espagne (juillet 2001), Slovaquie (juillet-août 2001), République tchèque (août 2001), France août (septembre 2001), Japon (août 2001, cover girl), Italie (octobre 2001), Roumanie (février 2002). Après une pause, elle a commencé à faire du mannequinat dans divers supports promotionnels produits au Japon, aux Bahamas, en Jamaïque, au Costa Rica, en Italie et au Mexique jusqu'en 2013. De plus, elle était dans les vidéos "Playboy Video Playmate Calendar 2003" et "Children of the Coffee ”. Sur Instagram, elle compte plus de 312 000 abonnés.

## Apparitions dans les numéros spéciaux dePlayboy
- Playboy's Girls of Summer Mai 2000 - cover.
- Playboy's Book of Lingerie Vol.74, juillet 2000 - pages 82-83.
- Playboy's Girlfriends Juillet 2000 - pages 10-11.
- Playboy's Book of Lingerie Vol.75, septembre 2000.
- Playboy's Book of Lingerie Vol.77, janvier 2001 - pages 88-91.
- Playboy's Playmate Review Vol.18, août 2002 - pages 40-47.
- Playboy's Playmates in Bed Décembre 2002 - pages 30-35.
- Playboy's Sexy 100 Février 2003.
- Playboy's Book of Lingerie Vol.94, novembre 2003.